# Comando de Aeródromo A (o) 24/VII
El Comando de Aeródromo A (o) 24/VII (Flieger-Horst-Kommandantur A (o) 24/VII) fue una unidad de la Luftwaffe durante la Segunda Guerra Mundial.

## Historia
Fue formado el 15 de junio de 1944 en Mannheim-Sandhofen, a partir del Comando de Aeródromo A (o) 8/XII. Fue disuelto el 5 de abril de 1945.

## Comandantes
- Mayor Emil Wehinger – (15 de junio de 1944 – 22 de octubre de 1944)
- Teniente coronel Martin Johns – (22 de octubre de 1944 – 13 de marzo de 1945)
- Mayor Friedrich Schallmayer – (13 de marzo de 1945 – 5 de abril de 1945)

## Servicios
- junio de 1944 – septiembre de 1944: en Mannheim-Sandhofen bajo el Comando de Base Aérea 13/VII.
- septiembre de 1944 – abril de 1945: en Mannheim-Sandhofen bajo el Comando de Base Aérea 12/VII.

## Orden de Batalla

### Unidades adheridas
- Comando de Pista de Aterrizaje Biblis (en septiembre de 1944)
- Comando de Pista de Aterrizaje Darmstadt-Griesheim
- Comando de Pista de Aterrizaje Mannheim-Stadt